# Юности честное зерцало
«Ю́ности честно́е зерца́ло» (полное название — «Юности честное зерцало, или показание к житейскому обхождению, собранное от разных авторов») — русский литературно-педагогический памятник начала XVIII века, подготовленный по указанию Петра I.
Авторы издания неизвестны. Предполагаемый составитель — епископ Рязанский и Муромский Гавриил (Бужинский). В создании книги принимал активное участие и курировал её издание сподвижник Петра, Яков Брюс. «Зерцало» было издано в соответствии с духом петровских реформ, когда основу всей книгопечатной продукции составляли разного рода руководства и наставления.
Издание состоит из двух отдельных частей. По-видимому, оно имело (или предполагало) типографские варианты, о чём свидетельствует отдельная нумерация страниц каждой части.
В первой части были помещены азбука, таблицы слогов, цифр и чисел, а также нравоучения из священного писания. Её можно считать одним из первых пособий по обучению гражданскому шрифту и арабскому написанию цифр, введёнными указом Петра I в 1708 году вместо прежнего церковнославянского обозначения.
Вторая часть — это собственно «зерцало», то есть правила поведения для «младых отроков» и девушек дворянского сословия. Фактически, это первый в России учебник этикета. Юному дворянину рекомендовалось учиться в первую очередь иностранным языкам, верховой езде, танцам и фехтованию. Добродетелями девушки признавались смирение, почтение к родителям, трудолюбие и молчаливость, целомудрие. Сочинение регламентировало практически все аспекты общественной жизни: от правил поведения за столом до государственной службы. Книга призвана была формировать стереотип поведения светского человека, избегающего дурных компаний, мотовства, пьянства, грубости и придерживающегося европейских светских манер.
Принято считать, что вторая часть представляет собой компиляцию из западноевропейских (в основном, немецких) изданий аналогичного содержания, возможно, дополненных лично Петром. В числе прочих источников, называют, в частности, «О воспитанности нравов детских» («De civilitate morum puerilium») Эразма Роттердамского. Переводчиком Эразма Роттердамского в начале XVIII века был И. В. Паузе, и его также обычно причисляют к создателям «Зерцала».
«Юности честное зерцало» на долгие годы стало руководством о правилах хорошего тона и поведения в обществе. Популярность издания у современников была так велика, что в том же 1717 году книга была выпущена ещё дважды. А в 1719 году книга вышла уже четвёртым изданием и неоднократно переиздавалась вновь вплоть до конца XIX века.

## Содержание издания
- Титульный лист
- Изображение древних и новых письмен славенских печатных и рукописных
- Слоги двухписьменные, от согласных начинаемые
- Слоги трёхписьменные
- Нравоучения от священного писания
- Число церковное и арифметическое
- Ино показание великого сочисления
- Объявление числа школьного
- Юности честное зерцало или показание к житейскому обхождению